# Genlock
Il genlock (contrazione dell'inglese "generator lock") è una tecnica comunemente impiegata per sincronizzare più sorgenti video tra di loro usando l'uscita di una per agganciarne un'altra oppure un generatore di sincronismi esterno per dare un segnale di riferimento a tutte.
È piuttosto comune nella letteratura tecnica italiana riferirsi a queste sorgenti come genlockate, mentre il segnale stesso è chiamato genlock.

## Sincronizzazione

Una pagina di menu di un sofisticato mixer video Snell & Wilcox Kahuna. Sono mostrati i vari segnali instradati sulle uscite e la relativa temporizzazione rispetto al segnale di genlock. Lo sfondo verde indica che il segnale è utilizzabile dal mixer in quanto entro la finestra di correzione accettabile.

Lo scopo della sincronizzazione, nelle applicazioni video e di audio digitale, è di assicurare la contemporaneità dei segnali durante le lavorazioni su di essi, per esempio durante uno stacco tra due segnali, una dissolvenza incrociata o l'inserzione di una chiave.
Quando i segnali entrano in un mixer video, infatti, le temporizzazioni orizzontali e verticali dei fotogrammi video devono essere coincidenti tra le diverse sorgenti, altrimenti l'immagine fuori sincronismo non verrà mostrata correttamente. A seconda del mixer, infatti, può succedere che l'immagine sia spostata di un certo numero di righe, che si muova continuamente o persino che il mixer stesso si rifiuti di commutarla sull'uscita. In ogni caso, la transizione non sarà corretta.
I segnali che entrano in una matrice video di solito non devono necessariamente essere sincroni, anche se in questo caso la commutazione tra un segnale e l'altro non sarà netta, ma da un segnale all'altro ci sarà un salto avvertibile.
Se le sorgenti video sono composite e vanno sincronizzate a un mixer video, è necessario che coincidano anche le fasi orizzontale e della sottoportante colore, altrimenti ci saranno delle alterazioni relative al posizionamento e ai colori della sorgente sfasata. In un mixer digitale con ingressi SDI, i sincronismi orizzontali sono ricostruiti con i pacchetti SAV/EAV di ogni segnale, e un segnale non sincronizzato apparirà spostato verticalmente di un numero di righe fisso, a seconda del ritardo rispetto al sincronismo del mixer.
Negli impianti televisivi, un segnale di genlock consiste di solito di impulsi di sincronizzazione orizzontali e verticali combinati con un riferimento di crominanza chiamato Burst. Non è presente invece nessun segnale video attivo per evitare interferenze. Questo segnale è chiamato di solito reference oppure black and burst (BB). Al suo posto, si può usare anche un comune segnale video composito, anche se c'è il rischio che segnali fuori norma possano interferire con il sincronismo.
Praticamente qualunque apparecchiatura che generi segnali video può essere utilizzata come sorgente per il genlock, ma di solito si usa un generatore dedicato, molto stabile, detto Sync Pulse Generator o SPG, che a sua volta può essere agganciato da un segnale esterno se necessario. In un'installazione tipica, ci sono spesso due SPG con un commutatore automatico (detto changeover), che generano, oltre al BB di riferimento, anche tutta una serie di segnali di test, come le barre colore.
Tutte le telecamere da studio e di classe broadcast, così come le altre apparecchiature usate nella produzione, sono dotate di connettori dedicati (BNC) per il segnale di riferimento. Se la telecamera è collegata alla sua unità di controllo (CCU) tramite un cavo triassiale, il genlock è dato alla CCU che a sua volta aggancia la camera tramite il canale dati modulato nel cavo.

## Alta definizione
La maggior parte delle apparecchiature per l'alta definizione è in grado di agganciarsi a un segnale BB standard, ma si va man mano diffondendo l'uso di impulsi a tre livelli correlati direttamente al numero di linee e fotogrammi per secondo per i sistemi HD.
Un segnale di sincronismo tri-level varia da uno zero iniziale a valori negativi e positivi tipicamente di +/- 300 mV. La frequenza di riga di questo segnale corrisponde al formato scelto per l'alta definizione. È possibile aggiungere all'impianto un generatore di sincronismi tri-level a sua volta agganciato al generatore standard. Gli SPG moderni dispongono spesso di più uscite separate, ognuna configurabile con tipi di segnale e ritardi diversi.
Il segnale tri-level va configurato in modo che l'inizio della prima linea del segnale HD corrisponda con l'inizio della quarta linea del segnale SD.